# Elecciones generales de Nueva Zelanda de 2020
Las elecciones generales de Nueva Zelanda de 2020 se celebraron el sábado 17 de octubre de 2020  para determinar la composición del 53.er Parlamento de Nueva Zelanda.
Los votantes eligieron a 120 miembros de la Cámara de Representantes en virtud del sistema de representación proporcional mixta. Al 31 de agosto de 2020, alrededor de 3,34 millones de personas estaban registradas para votar en las elecciones de una población elegible estimada de 3,77 millones.
Después de las elecciones de 2017, el centroizquierdista Partido Laborista, encabezado por la primera ministra Jacinda Ardern, formó un gobierno de coalición con el partido Nueva Zelanda Primero, contando además con la confianza del Partido Verde de Aotearoa Nueva Zelanda. El principal oponente al gobierno es el centroderechista Partido Nacional, dirigido por Judith Collins. El ACT Nueva Zelanda fue el único otro partido en el Parlamento, representado por un solo diputado. 
Fue la segunda elección general (la primera fue en 1999) donde los dos partidos principales tienen mujeres líderes.
En paralelo a estos comicios, se celebró el mismo día un referéndum sobre el consumo personal de cannabis, junto con un referéndum sobre la eutanasia.
El gobernante Partido Laborista, encabezado por la primera ministra Jacinda Ardern, ganó las elecciones con una aplastante victoria contra el Partido Nacional, encabezado por Judith Collins. Al ganar 64 de los 120 escaños, los laboristas pudieron reformar el Sexto Gobierno Laborista para un segundo mandato sin el apoyo de ningún otro partido. Fue la primera vez que un partido político de Nueva Zelanda logró un gobierno en mayoría bajo el sistema de representación proporcional mixta introducido en 1996. Los laboristas también lograron el porcentaje más alto del voto popular (49,1%) para cualquier partido político desde las elecciones generales de 1951. Asimismo, esta elección fue el peor resultado para el Partido Nacional desde 2002, y uno de los peores de su historia.
El partido libertario derechista ACT Nueva Zelanda y el Partido Verde obtuvieron escaños en las elecciones, mientras que el Partido Maorí volvió a ingresar al Parlamento al obtener el escaño de Waiariki. El partido nacionalista populista Nueva Zelanda Primero, liderado por el vice primer ministro Winston Peters en coalición con el laborismo, sufrió el peor resultado de su historia, perdiendo todos los escaños que ocupaba.
Si bien los resultados de las encuestas de opinión a principios de año no fueron particularmente sólidos para ninguno de los partidos principales, Ardern y el gobierno laborista fueron elogiados por su respuesta a la pandemia de COVID-19 en Nueva Zelanda. Las encuestas luego sugirieron que los laboristas podrían gobernar con la confianza y la oferta de los Verdes o como un gobierno mayoritario en solitario. En contraste, la dirección del Partido Nacional cambió dos veces en menos de tres meses, incapaz de mejorar sus malos resultados en las encuestas. Se cree que el Partido Laborista obtuvo el apoyo de los votantes de centro, muchos de los cuales habían votado previamente por el Partido Nacional bajo John Key.

## Resultados
| Partido                 | Partido                                                                      | Votos     | % de votos | % de votos | Escaños    | Escaños   | Escaños   | Escaños   |
| Partido                 | Partido                                                                      | Votos     | %          | -/+        | Electorado | Lista     | Total     | -/+       |
| ----------------------- | ---------------------------------------------------------------------------- | --------- | ---------- | ---------- | ---------- | --------- | --------- | --------- |
|                         | Partido Laborista                                                            | 1.443.545 | 50,01      | 13,12      | 46         | 19        | 65        | 19        |
|                         | Partido Nacional                                                             | 738.275   | 25,58      | 18,87      | 23         | 10        | 33        | 23        |
|                         | Partido Verde                                                                | 226.757   | 7,86       | 1,59       | 1          | 9         | 10        | 2         |
|                         | ACT Nueva Zelanda                                                            | 219.031   | 7,59       | 7,08       | 1          | 9         | 10        | 9         |
|                         | Partido Maorí                                                                | 33.630    | 1,17       | 0,01       | 1          | 1         | 2         | 2         |
|                         |                                                                              |           |            |            |            |           |           |           |
|                         | Nueva Zelanda Primero                                                        | 75.020    | 2,60       | 4,60       | 0          | 0         | 0         | 9         |
|                         | Partido de las Oportunidades                                                 | 43.449    | 1,51       | 0,94       | 0          | 0         | 0         | 0         |
|                         | Nuevo Partido Conservador                                                    | 42.615    | 1,48       | 1,24       | 0          | 0         | 0         | 0         |
|                         | Partido Avance Nueva Zelanda                                                 | 28.434    | 0,99       | Nuevo      | 0          | 0         | 0         | Nuevo     |
|                         | Legalización del Cannabis                                                    | 13.329    | 0,46       | 0,15       | 0          | 0         | 0         | 0         |
|                         | ONE Party                                                                    | 8.121     | 0,28       | Nuevo      | 0          | 0         | 0         | Nuevo     |
|                         | Visión Nueva Zelanda                                                         | 4.237     | 0,15       | Nuevo      | 0          | 0         | 0         | Nuevo     |
|                         | Nueva Zelanda al Aire libre                                                  | 3.256     | 0,11       | 0,05       | 0          | 0         | 0         | 0         |
|                         | Partido de la Alianza de los Contribuyentes y Emprendedores de Nueva Zelanda | 2.414     | 0,08       | Nuevo      | 0          | 0         | 0         | Nuevo     |
|                         | Nueva Zelanda Sustentable                                                    | 1.880     | 0,07       | Nuevo      | 0          | 0         | 0         | Nuevo     |
|                         | Partido del Crédito Social                                                   | 1.520     | 0,05       | 0,02       | 0          | 0         | 0         | 0         |
|                         | Corazón                                                                      | 914       | 0,03       | Nuevo      | 0          | 0         | 0         | Nuevo     |
| Total                   | Total                                                                        | 2.886.420 | 100.00     |            | 72         | 48        | 120       | 0         |
| Votos nulos             | Votos nulos                                                                  | 21.372    |            |            |            |           |           |           |
| Votos no admitidos      | Votos no admitidos                                                           | 11.281    |            |            |            |           |           |           |
| Total de votos emitidos | Total de votos emitidos                                                      | 2.919.073 |            |            |            |           |           |           |
| Participación           | Participación                                                                | 82.24     | 82.24      | 82.24      | 82.24      | 82.24     | 82.24     | 82.24     |
| Registrados             | Registrados                                                                  | 3.549.580 | 3.549.580  | 3.549.580  | 3.549.580  | 3.549.580 | 3.549.580 | 3.549.580 |